# Fetești (okręg Jassy)
Fetești – wieś w Rumunii, w okręgu Jassy, w gminie Scobinți. W 2011 roku liczyła 1292 mieszkańców.